# Live in Ottawa
Albums de Jimi Hendrix
Voodoo Child: The Jimi Hendrix Collection
(2001) The Baggy's Rehearsal Sessions
(2002)
Live in Ottawa est le quatrième volume de la série initiée par Dagger Records en 1998. C'est un enregistrement du second concert donné par The Jimi Hendrix Experience le 19 mars 1968 à Ottawa, au Canada. Cet enregistrement circulait déjà dans le circuit des collectionneurs, mais sa qualité justifiait la décision de le publier officiellement. Dans ses notes de pochettes, John McDermott le décrit comme un raw, two-track mixing console recording : c'est tout simplement un enregistrement reprenant ce que la table de mixage basculait alors sur la sono. Le son est brut, mais très musical. Il est d'une meilleure qualité audio que les deux premiers volumes de Stages, dans la mesure où il est plus équilibré. Il ne s'agit pas d'un enregistrement professionnel à proprement parler (le mixage initial est définitif), mais ce n'est pas non plus un enregistrement pirate : Jimi Hendrix précise avec humour à son audience que le concert est enregistré.

## Les titres
1. Killing Floor
2. Tax Free
3. Fire
4. Red House
5. Foxy Lady
6. Hey Joe
7. Spanish Castle Magic
8. Purple Haze
9. Wild Thing

## Un second témoignage de la première tournée US 1968
Complément idéal du deuxième volume proposé par Dagger Records, enregistré quatre jours plus tôt, le Live in Ottawa constitue un éclairage passionnant de la première étape de la tournée américaine du groupe, qui s'est produit 60 fois en 60 jours, alternant clubs, facultés et salles de spectacles de taille moyenne.
À défaut d'enregistrement du premier concert donné au Capitol Theater ce 19 mars 1968, la presse nous apprend que le répertoire du groupe comprenanit Sgt. Pepper's Lonely Hearts Club Band et I Don't Live Today, absents de la setlist du second concert, alors que Fire et Foxy Lady (les classiques du groupe) étaient communs aux deux concerts. On notera enfin que c'est Soft Machine qui assura la première partie de l'Experience.

## Les musiciens
- Jimi Hendrix : guitare, chant
- Noel Redding : basse, seconde voix
- Mitch Mitchell : batterie